# 南非铁路运输
铁路是南非重要的交通方式。许多主要城市都有铁路连接，使其成为非洲大陆最发达的铁路网络，然而，近年来，缺乏适当的维护和电缆盗窃损害了铁路系统的性能。南非的铁路大部分为公有。

## 歴史
1860年6月，南非第一条铁路开通，全长3.2公里，连接集市广场和德班角，采用标准轨距。1863年，一条45英里长的铁路从开普敦开通，连接惠灵顿。由于攀登陡峭的山地地形较为困难，早期内陆铁路建设选择了開普軌距，以便于更陡峭的弯道通行，同时现有的标准轨距路段也进行了改造。。其他地区也继续进行铁路建设，到1898年，整个国家由单一铁路网络连接起来，到1910年，该网络形成统一的整体。此外，根据塞西尔·罗兹的开普敦开罗铁路设想，开罗角铁路计划也得到了推进，该铁路延伸至南非以外，但其最北端是赞比亚，该计划从未实现（第二次世界大战后，随着坦桑尼亚铁路的修建，该线路延伸至东非）。
1910年，四个省合并组成南非联邦（现为南非共和国），国家铁路也随之整合。南非铁路和港口公司成立，负责管理铁路网络。1981年4月，南非运输服务公司重组为国有企业。1990年4月，该公司转型为一家100%国有控股的上市公司，名为南非运输网络公司，其铁路部门名为Spoornet。目前，城市交通由南非客运铁路管理局负责。尽管政府没有计划放弃该国整个铁路网络的所有权，但一些铁路线路已被私有化。。
铁路电气化始于20世纪20年代，当时为格伦科至彼得马里茨堡路线建造了科伦索发电站，并引入了南非1E级。
在南非新冠疫情期间，铁路系统遭受抢劫。缺乏适当的维护也影响了铁路系统的运行。 

## 路線網

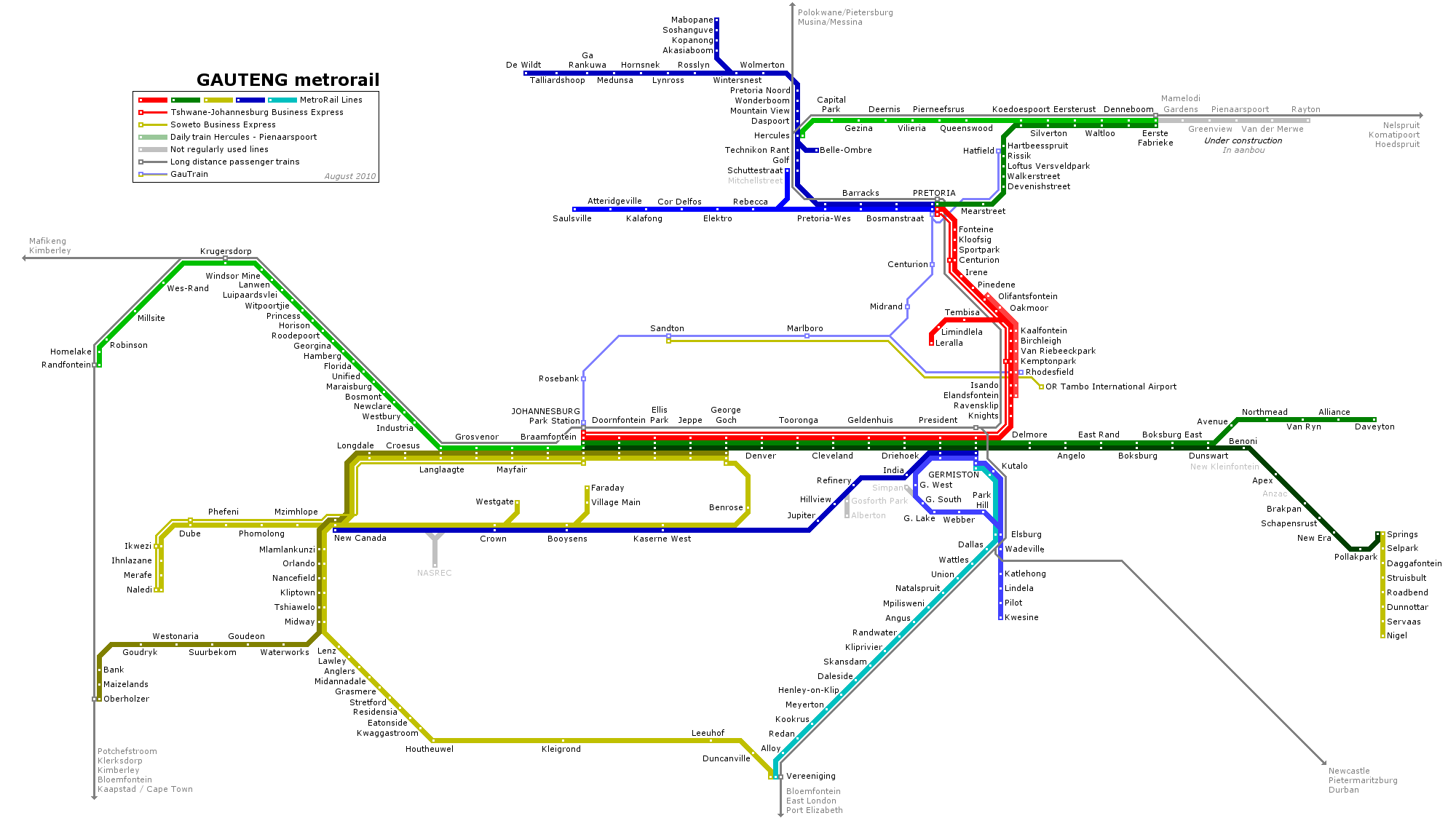
路线图（约翰内斯堡都会区）

南非铁路以其豪华列车而闻名，例如蓝色列车（开普敦 - 约翰内斯堡）。这趟1600公里的旅程常被称为世界上最豪华的列车，是南非的象征。
然而，随着高速公路网络的扩张，长途出行正在减少。尽管许多通勤者仍在使用铁路网络，但2万公里铁路网中约有一半未得到充分利用，35%的铁路已不再运营或仅提供有限的服务。为了保持盈利能力，Spohrnet正将重点从客运转向货运。
此外，约翰内斯堡和开普敦等大都市区拥有称为Metrorail的市郊铁路网络。
有关南非的铁路网络，请参阅联合国提供的地图（PDF文件）。

### 長距離列車
- 蓝色列车
- 非洲之傲列车
- 索索洛扎美尔

### 近郊列車
- Metrorail
  - 西開普都市鐵路
  - 豪登都市铁路
- 豪登列车

### 貨物列車
- Transnet Freight Rail

## 特徴
斯波内特铁路网总长20,041公里，南非铁路公司（SARCC）总长1,220公里（其中530公里为斯波内特铁路租赁）。大部分线路采用1,065毫米（3英尺6英寸）的窄轨。需要注意的是，通常的3英尺6英寸轨距为1,067毫米，这与南非的轨距不同，但这是由于换算成米时四舍五入方法不同造成的；两者的轨距实际上是相同的。由于南非使用这种轨距，因此通常被称为开普轨距。
这条窄轨铁路保持着世界速度纪录，1978年12月在约翰内斯堡附近，使用一台6E1电力机车和一节客车，时速达到245公里/小时。然而，Spornet铁路公司正在探索更宽轨距的选择，其高速通勤线路豪登列车采用的是标准轨距。最终，人们希望更宽的轨距能够提高货运能力。
在谢普斯通港和伊丽莎白港（均位于Spaulnet）附近还有另外两条314公里长的610毫米（2英尺）轨距铁路线。
铁路电气化率也比较高，都是架空线，但电压有三种。
其中，5,037公里路段采用3,000伏直流电（DC）电气化，该技术始于20世纪20年代，主要用于通勤线路。交流电（AC）电气化始于20世纪80年代，目前已应用于交通繁忙的线路，最初用于煤炭和其他矿产资源运输线路。2,534公里路段采用25千伏、50赫兹的电气化。
此外，还有861公里的50千伏/50赫兹区段，即使在世界范围内也是罕见的。铁矿石线是一条仅供货运的线路，连接内陆的锡申铁矿和大西洋沿岸的萨尔达尼亚港，自1977年开通以来一直在运营。一台三联电力机车和一台七联柴油机车最多可牵引342辆120吨货车（总长度4200米）。电力机车（9E级，Co'Co'轴布置）的有效轴重为28吨。在开通时，该线路由铁矿石开采公司运营，但自1979年起由当时的南非国家铁路公司运营。
机车车辆采用19世纪美国发明的詹尼联轴器。真空制动器仍被用作制动器，这是英国殖民时期的遗留物。然而，近年来，真空制动器已开始被国际标准的空气制动器所取代。

## 铁路事故
- 1896年2月19日，一列满载八卡车炸药的货运列车在卸货时被调车机车撞击。由此引发的布隆方丹爆炸是历史上规模最大的非核爆炸之一，造成70多人死亡，200多人受伤。
- 2002年2月2日，24人在夏洛特戴尔火车相撞事故中丧生。
- 2005年10月26日，蓝色列车与Shosholoza Meyl列车迎头相撞。
- 2006年11月13日，一辆市郊列车与一辆载有农场工人的卡车在萨默塞特西附近的一处平交道口相撞，造成19人死亡。[8]
- 2010年4月21日，非洲之傲列车在比勒陀利亚脱轨，造成3名车组人员死亡。
- 2010年8月25日，一辆市郊列车与一辆小型巴士出租车在平交道口相撞，造成10名儿童死亡。
- 2012年7月13日，一辆运煤火车与一辆载有农场工人的卡车在赫克托斯普雷特、姆普马兰加附近的一个平交道口相撞，造成至少25人死亡。
- 2015年7月18日，两列市郊列车在约翰内斯堡相撞并翻车。约200人受伤。

## 与邻国的铁路连接

南非铁路网

南非的邻国均与铁路系统的连接

## 脚注
1. 1 2 3  de Jong, Robert C. . ICOMOS World Report 2000 on Monuments and Sites in Danger.   [2024-9-2].
2. ↑  .   [2025-08-06]. （原始内容存档于2015-01-25）.
3. 1 2 3 4  . Britannica.   [2024-9-2]. （原始内容存档于2019-06-29）.
4. 1 2  Kleingeld, Christo. Kritzinger, André , 编. . SAR & Transnet History. 2003-8-31  [2024-9-2]. （原始内容存档于2003-09-24）.
5. ↑  . Electric Railway Journal. 9 December 1922, 60 (24): 914  [15 September 2010].
6. ↑  . BBC News. 2022-02-01  [2022-02-02]. （原始内容存档于2022-06-09） （英国英语）.
7. ↑  . Benoni City Times. August 25, 2022 （英国英语）.
8. ↑  . Independent Online.   [2006-11-18]. （原始内容存档于2007-03-15）.